# Humbercamps
Humbercamps est une commune française située dans le département du Pas-de-Calais en région Hauts-de-France. Ses habitants sont appelés les Humbercamps.
La commune fait partie de la communauté de communes des Campagnes de l'Artois qui regroupe 96 communes et compte 33 141 habitants en 2021.

## Géographie

### Localisation
Localisée dans le sud-est du département du Pas-de-Calais, Humbercamps est une commune située, à vol d'oiseau, à 10 km au sud de la commune d'Avesnes-le-Comte et à 18 km au sud-ouest de la commune d’Arras (aire d'attraction, chef-lieu d'arrondissement et préfecture du Pas-de-Calais).
Le territoire de la commune est limitrophe de ceux de cinq communes.
Les communes limitrophes sont  Bailleulmont, La Cauchie, La Herlière, Pommier et Saint-Amand.

### Géologie et relief
La superficie de la commune est de 3,58 km2 ; son altitude varie de 148  à   172 m.

### Hydrographie
La commune est située dans le bassin Artois-Picardie. Elle n'est drainée par aucun cours d'eau,.

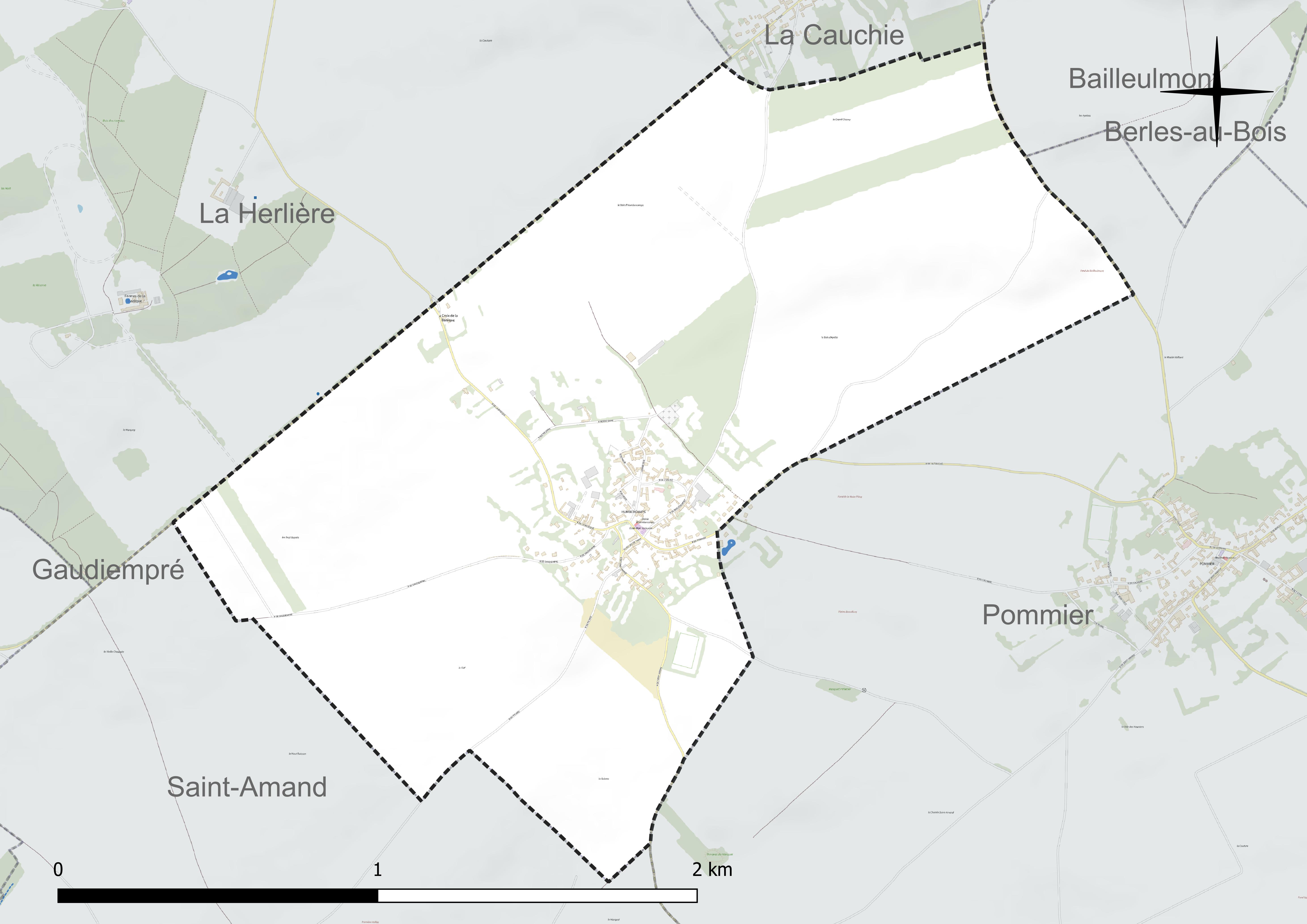
Réseau hydrographique d'Humbercamps.

### Climat
Pour des articles plus généraux, voir Climat des Hauts-de-France et Climat du Pas-de-Calais.
En 2010, le climat de la commune est de type climat des marges montargnardes, selon une étude du CNRS s'appuyant sur une série de données couvrant la période 1971-2000. En 2020, Météo-France publie une typologie des climats de la France métropolitaine dans laquelle la commune est exposée à un climat océanique et est dans la région climatique Nord-est du bassin Parisien, caractérisée par un ensoleillement médiocre, une pluviométrie moyenne régulièrement répartie au cours de l'année et un hiver froid (3 °C).
Pour la période 1971-2000, la température annuelle moyenne est de 9,8 °C, avec une amplitude thermique annuelle de 14,2 °C. Le cumul annuel moyen de précipitations est de 871 mm, avec 12,9 jours de précipitations en janvier et 9,7 jours en juillet. Pour la période 1991-2020, la température moyenne annuelle observée sur la station météorologique la plus proche, située sur la commune de Saulty à 4 km à vol d'oiseau, est de 10,4 °C et le cumul annuel moyen de précipitations est de 899,7 mm,. Pour l'avenir, les paramètres climatiques de la commune estimés pour 2050 selon différents scénarios d'émission de gaz à effet de serre sont consultables sur un site dédié publié par Météo-France en novembre 2022.
| Mois                                  | jan.             | fév.             | mars          | avril           | mai             | juin         | jui.           | août           | sep.          | oct.          | nov.          | déc.             | année      |
| ------------------------------------- | ---------------- | ---------------- | ------------- | --------------- | --------------- | ------------ | -------------- | -------------- | ------------- | ------------- | ------------- | ---------------- | ---------- |
| Température minimale moyenne (°C)     | 1,3              | 1,4              | 3,3           | 5,1             | 8               | 10,8         | 12,8           | 13,1           | 10,7          | 7,9           | 4,5           | 1,9              | 6,7        |
| Température moyenne (°C)              | 3,5              | 4                | 6,7           | 9,5             | 12,6            | 15,5         | 17,8           | 18             | 15            | 11,2          | 6,9           | 4                | 10,4       |
| Température maximale moyenne (°C)     | 5,7              | 6,5              | 10,1          | 13,9            | 17,2            | 20,2         | 22,9           | 23             | 19,4          | 14,5          | 9,4           | 6,2              | 14,1       |
| Record de froid (°C) date du record   | −13,6 01.01.1997 | −13,7 07.02.1991 | −9,9 04.03.05 | −3,8 02.04.1996 | −0,9 05.05.1996 | 1 02.06.1991 | 5,5 19.07.1989 | 5,2 05.08.1989 | 2,5 25.09.03  | −4,7 24.10.03 | −8 24.11.1998 | −13,2 29.12.1996 | −13,7 1991 |
| Record de chaleur (°C) date du record | 14,8 09.01.15    | 17,4 24.02.21    | 23,2 31.03.21 | 26,2 15.04.07   | 30,9 27.05.05   | 34 18.06.22  | 39,4 25.07.19  | 37,7 06.08.03  | 33,4 15.09.20 | 28,2 01.10.11 | 19,4 07.11.15 | 14,9 07.12.00    | 39,4 2019  |
| Précipitations (mm)                   | 79,1             | 69,4             | 69,7          | 53              | 66,6            | 71,5         | 77             | 81,3           | 67,3          | 78,6          | 85,1          | 101,1            | 899,7      |

### Paysages
Pour un article plus général, voir Paysage en France.
La commune est située dans le paysage régional des grands plateaux artésiens et cambrésiens tel que défini dans l'atlas des paysages de la région Nord-Pas-de-Calais, conçu par la direction régionale de l'Environnement, de l'Aménagement et du Logement (DREAL),. Ce paysage régional, qui concerne 238 communes, est dominé par les « grandes cultures » de céréales et de betteraves industrielles qui représentent 70 % de la surface agricole utilisée (SAU).

### Milieux naturels et biodiversité

#### Espèces faunistiques et floristiques
L'Inventaire national du patrimoine naturel (INPN) recense plusieurs espèces faunistiques et floristiques sur le territoire de la commune dont certaines sont protégées et d'autres menacées et quasi-menacées.

## Urbanisme

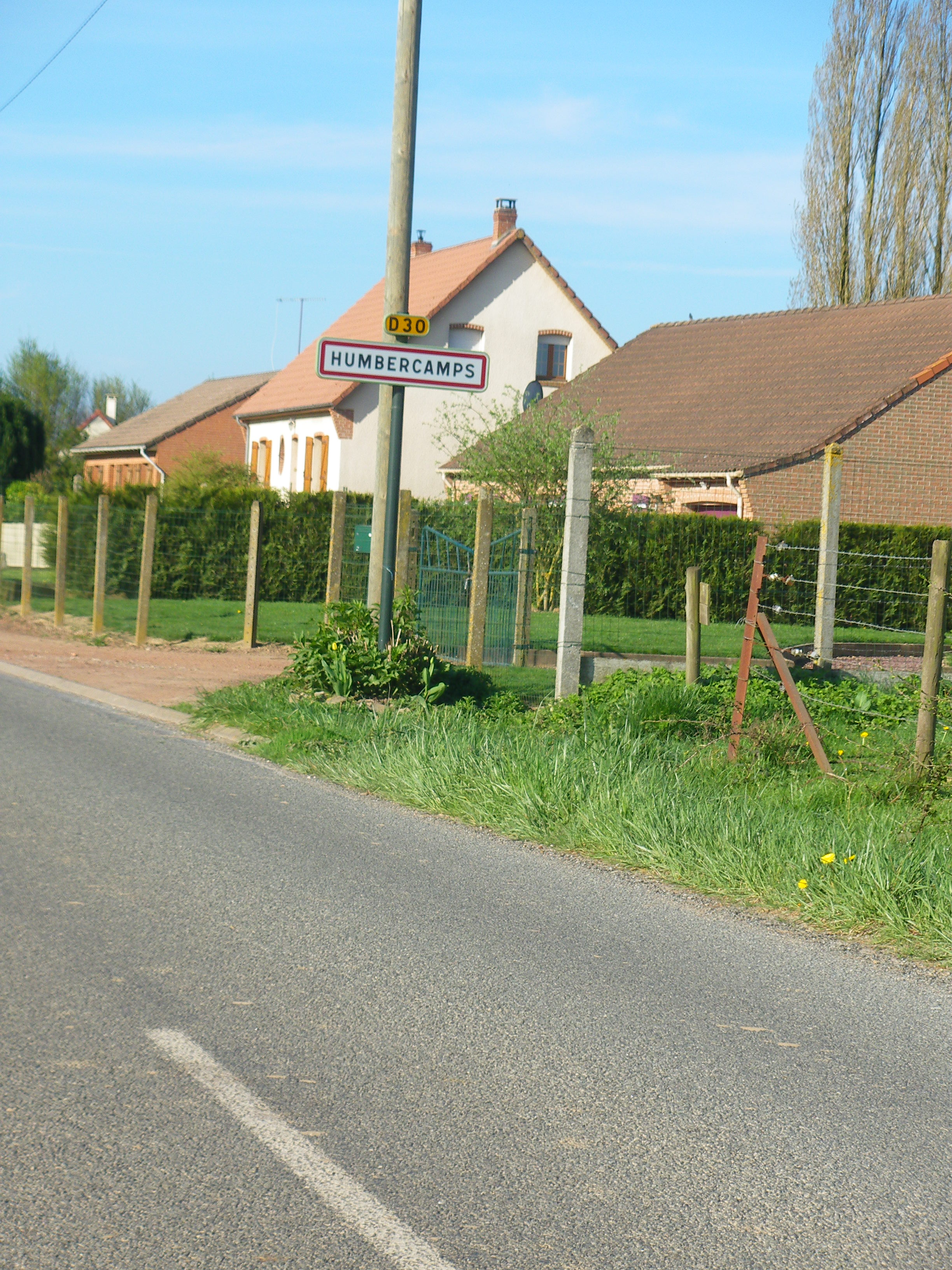
Une entrée de la commune.

### Typologie
Au 1er janvier 2024, Humbercamps est catégorisée commune rurale à habitat dispersé, selon la nouvelle grille communale de densité à sept niveaux définie par l'Insee en 2022.
Elle est située hors unité urbaine. Par ailleurs la commune fait partie de l'aire d'attraction d'Arras, dont elle est une commune de la couronne,. Cette aire, qui regroupe 163 communes, est catégorisée dans les aires de 50 000 à moins de 200 000 habitants,.

### Occupation des sols
L'occupation des sols de la commune, telle qu'elle ressort de la base de données européenne d'occupation biophysique des sols Corine Land Cover (CLC), est marquée par l'importance des territoires agricoles (93,1 % en 2018), une proportion identique à celle de 1990 (93,1 %). La répartition détaillée en 2018 est la suivante : 
terres arables (79,9 %), prairies (13,2 %), zones urbanisées (6,9 %). L'évolution de l'occupation des sols de la commune et de ses infrastructures peut être observée sur les différentes représentations cartographiques du territoire : la carte de Cassini (XVIIIe siècle), la carte d'état-major (1820-1866) et les cartes ou photos aériennes de l'IGN pour la période actuelle (1950 à aujourd'hui).

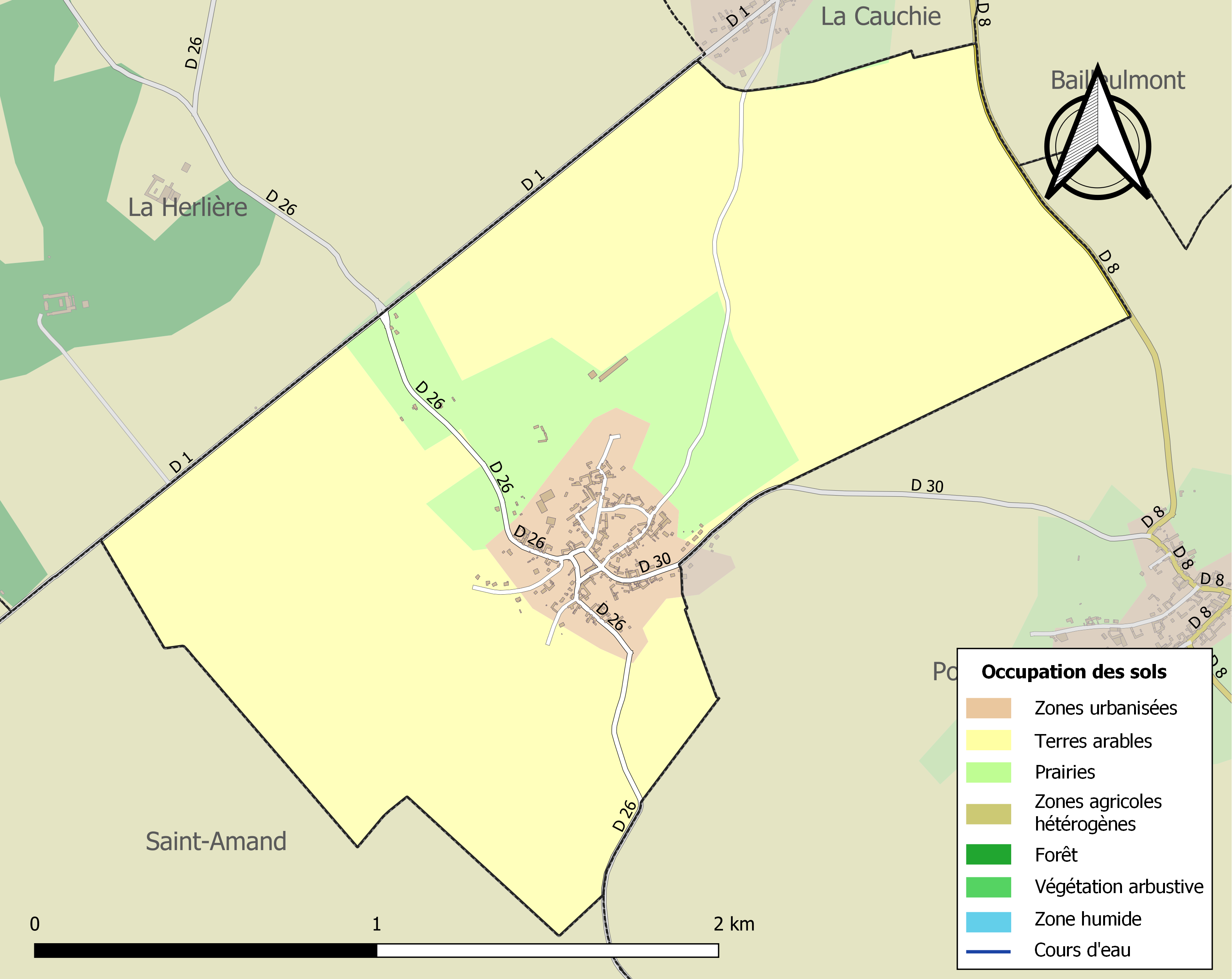
Carte des infrastructures et de l'occupation des sols de la commune en 2018 (CLC).

## Toponymie
| Formes successives du nom attestées pour la localité, - Heudebercamp, 1200 (cart. des chapellenies d'Arr., fo 32 vo ) - Heldebertcamp, XIIIe siècle (cart. d'Aubigny, fo 41 vo ) - Hendebercanp, 1333 (ch. d'Art., A. 533, no 1) - Hedebercamp, 1469 (Arch. nat., J. 1003, fo 20 ro ) - Hundebercamp, 1545 (Arch. nat., J. 787, no 1) - Humbercamp, 1793 - Humbercamps depuis 1801 |

## Histoire
Pendant la Première Guerre mondiale, en octobre 1914 notamment, des troupes relevées du front qui était situé à l'est du village, ont cantonné à Humbercamps.

## Politique et administration

### Découpage territorial
La commune se trouve dans l'arrondissement d'Arras du département du Pas-de-Calais.

#### Commune et intercommunalités
La commune est membre de la communauté de communes des Campagnes de l'Artois.

#### Circonscriptions administratives
La commune est rattachée au canton d'Avesnes-le-Comte.

#### Circonscriptions électorales
Pour l'élection des députés, la commune fait partie de la première circonscription du Pas-de-Calais.

### Élections municipales et communautaires

#### Liste des maires
| Période                                  | Période                    | Identité            | Étiquette | Qualité                                                         |
| ---------------------------------------- | -------------------------- | ------------------- | --------- | --------------------------------------------------------------- |
| Les données manquantes sont à compléter. |                            |                     |           |                                                                 |
| avant 1988                               | 1999                       | Claude Tempez       |           | Décédé en fonction                                              |
| 1999                                     | En cours (au 24 mars 2022) | M. Dominique Verdel |           | Réélu pour le mandat 2014-2020, Réélu pour le mandat 2020-2026, |

## Population et société

### Démographie
Les habitants sont appelés les Humbercamps.

#### Évolution démographique
L'évolution du nombre d'habitants est connue à travers les recensements de la population effectués dans la commune depuis 1793. Pour les communes de moins de 10 000 habitants, une enquête de recensement portant sur toute la population est réalisée tous les cinq ans, les populations de référence des années intermédiaires étant quant à elles estimées par interpolation ou extrapolation. Pour la commune, le premier recensement exhaustif entrant dans le cadre du nouveau dispositif a été réalisé en 2007.

En 2022, la commune comptait 219 habitants, en stagnation par rapport à 2016 (Pas-de-Calais : −0,72 %, France hors Mayotte : +2,11 %).
| 1793 | 1800 | 1806 | 1821 | 1831 | 1836 | 1841 | 1846 | 1851 |
| ---- | ---- | ---- | ---- | ---- | ---- | ---- | ---- | ---- |
| 330  | 292  | 368  | 406  | 422  | 456  | 465  | 463  | 448  |

| 1856 | 1861 | 1866 | 1872 | 1876 | 1881 | 1886 | 1891 | 1896 |
| ---- | ---- | ---- | ---- | ---- | ---- | ---- | ---- | ---- |
| 422  | 442  | 435  | 418  | 395  | 367  | 358  | 358  | 349  |

| 1901 | 1906 | 1911 | 1921 | 1926 | 1931 | 1936 | 1946 | 1954 |
| ---- | ---- | ---- | ---- | ---- | ---- | ---- | ---- | ---- |
| 335  | 298  | 280  | 259  | 266  | 295  | 271  | 260  | 263  |

| 1962 | 1968 | 1975 | 1982 | 1990 | 1999 | 2006 | 2007 | 2012 |
| ---- | ---- | ---- | ---- | ---- | ---- | ---- | ---- | ---- |
| 256  | 262  | 240  | 254  | 266  | 251  | 233  | 230  | 232  |

| 2017 | 2022 | - | - | - | - | - | - | - |
| ---- | ---- | - | - | - | - | - | - | - |
| 218  | 219  | - | - | - | - | - | - | - |

#### Pyramide des âges
En 2018, le taux de personnes d'un âge inférieur à 30 ans s'élève à 24,1 %, soit en dessous de la moyenne départementale (36,7 %). À l'inverse, le taux de personnes d'âge supérieur à 60 ans est de 35,2 % la même année, alors qu'il est de 24,9 % au niveau départemental.
En 2018, la commune comptait 112 hommes pour 107 femmes, soit un taux de 51,14 % d'hommes, largement supérieur au taux départemental (48,50 %).
Les pyramides des âges de la commune et du département s'établissent comme suit.
| Hommes | Classe d’âge | Femmes |
| ------ | ------------ | ------ |
| 2,7    | 90 ou +      | 4,8    |
| 7,2    | 75-89 ans    | 12,4   |
| 21,6   | 60-74 ans    | 21,8   |
| 19,7   | 45-59 ans    | 24,5   |
| 22,2   | 30-44 ans    | 14,9   |
| 8,0    | 15-29 ans    | 7,5    |
| 18,5   | 0-14 ans     | 14,0   |

| Hommes | Classe d’âge | Femmes |
| ------ | ------------ | ------ |
| 0,5    | 90 ou +      | 1,6    |
| 5,6    | 75-89 ans    | 8,9    |
| 16,7   | 60-74 ans    | 18,1   |
| 20,2   | 45-59 ans    | 19,2   |
| 18,9   | 30-44 ans    | 18,1   |
| 18,2   | 15-29 ans    | 16,2   |
| 19,9   | 0-14 ans     | 17,9   |

## Culture locale et patrimoine

### Lieux et monuments
- L'église Saint-Barthélémy.

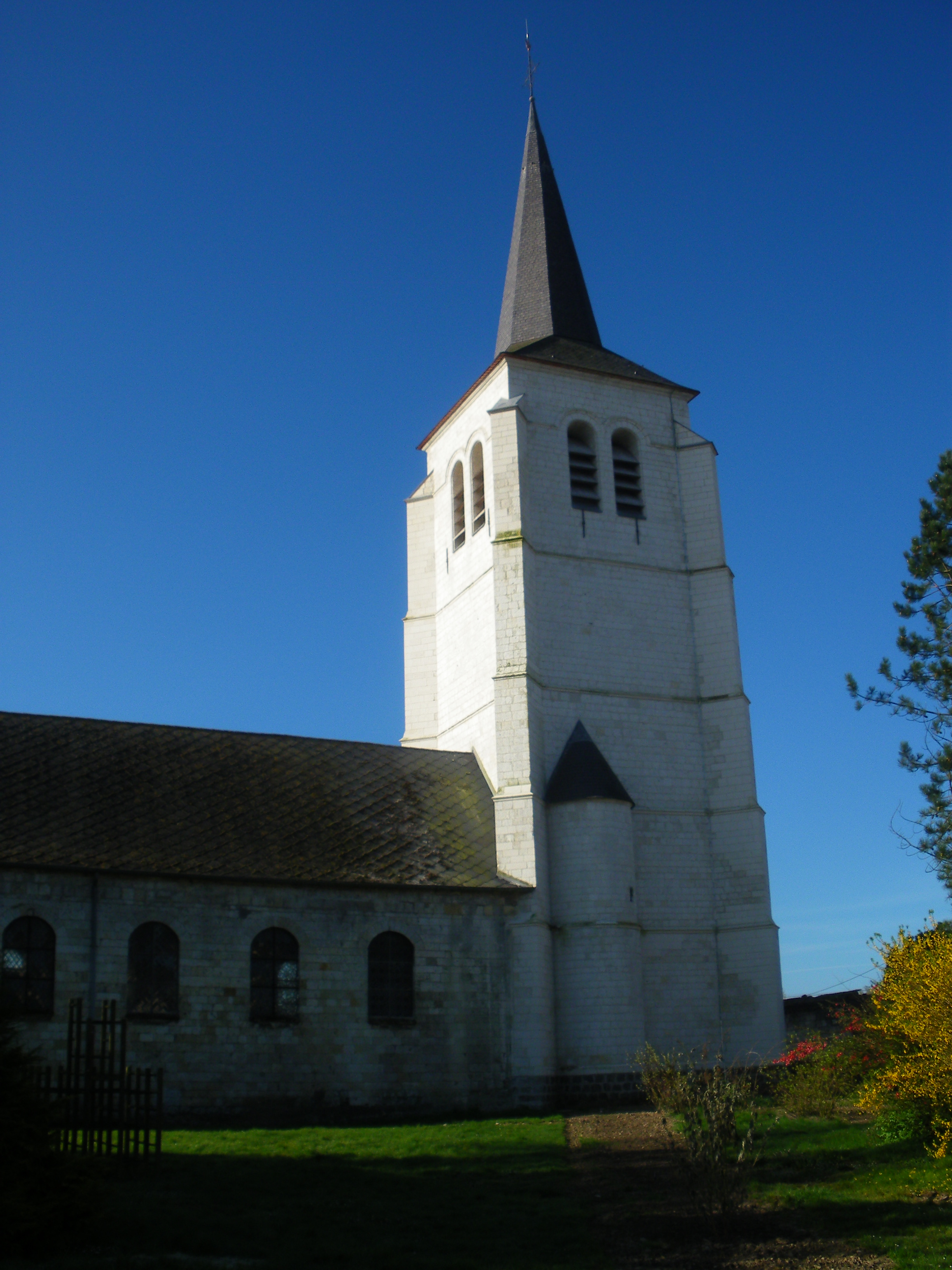
L'église Saint-Barthélémy.

- Présence d'une motte féodale au cœur du village.
- Le monument aux morts[34].

### Héraldique
| Blason de Humbercamps | Blason  | Contre-vairé d'azur et d'or, à la fasce d'or chargé d'un cerf de sable. |
| Blason de Humbercamps | Détails |                                                                         |

## Pour approfondir